# عبدی
عبدی نام یا نام خانوادگی در زبان فارسی، ترکی و عربی است و ممکن است به هر یک از اشخاص زیر اشاره داشته باشد:
- اکبر عبدی، بازیگر
- اکبر رادی، نویسنده
- اسماعیل عبدی، دبیر، زندانی سیاسی
- مصطفی عبدی، بازیکن فوتبال اهل قطر
- عباس عبدی، روزنامه‌نگار اصلاح‌طلب و فعال سیاسی-امنیتی
- عباس عبدی، داستان‌نویس
- مهدی عبدی، بازیکن فوتبال